# دارسي روز
دارسي روز (بالإنجليزية: D'Arcy Rose)‏ هو سياسي أسترالي، ولد في 14 أغسطس 1888 في أستراليا، وتوفي في 17 أغسطس 1964 في أستراليا. حزبياً، نشط في الحزب الوطني الأسترالي. وقد انتخب عضو الجمعية التشريعية نيو ساوث ويلز.